# Antechinus subtropicus
Антехінус субтропічний (Antechinus subtropicus) — вид сумчастих, родини кволових. 

## Поширення
Ендемік Австралії, де зустрічається на південному сході Квінсленду і північному сході Нового Південного Уельсу. Зустрічається в субтропічних лісах, насичених виткими рослинами та мокрих склерофільних лісах. Діапазон проживання за висотою: від рівнем моря до 1000 м. 

## Характеристика
Довжина тіла становить 94–136 мм, довжина хвоста — від 64 до 106 мм і вага — від 52 до 67 г у самців і від 24 до 32 г в самиць. A. subtropicus — деревний і комахоїдний вид.

## Загрози та охорона
Серйозних загроз нема. Його діапазон проживання межує з високо розвиненими районами, і, таким чином, на чисельність виду впливає хижацтво домашніх котів та псів і є деякі посягання на його діапазон. Розчищення земель для ведення лісового господарства, сільського господарства та міського поселення призвело до деякого скорочення його ареалу. Вид присутній в охоронних районах.